# Pancserock
A Pancserock (eredeti cím: Airheads)  1994-ben bemutatott amerikai zenés vígjáték Brendan Fraser, Adam Sandler és Steve Buscemi főszereplésével. A filmben olyan sztárok és zenekarok játszanak cameoszerepet, mint Lemmy (Motörhead), a White Zombie vagy a Galactic Cowboys.

## Cselekmény
A Magányos Vadászok amatőr rockegyüttes kétségbeesetten próbálkozik felkerülni a slágerlistákra. Elmennek a helyi rádió DJ-jéhez, hogy megkérjék, adja le a számukat. A DJ vonakodik, ezért a fiúk vízipisztollyal próbálják jobb belátásra téríteni. A megrémült DJ azt hiszi, túszul akarják ejteni, így a fiúk akaratukon kívül „elfoglalják” a rádióállomást. Kint gyűlni kezdenek a rendőrök – és a rajongók.

## Szereplők
| Színész          | Szerep                                   | Magyar hang            | Magyar hang           |
| Színész          | Szerep                                   | 1. szinkron            | 2. szinkron           |
| ---------------- | ---------------------------------------- | ---------------------- | --------------------- |
| Brendan Fraser   | Chester 'Chazz' Darby                    | Galambos Péter         | Hujber Ferenc         |
| Steve Buscemi    | Rex Hodge                                | Csuja Imre             | Kaszás Gergő          |
| Adam Sandler     | Pip Briggs                               | Szokol Péter           | Csőre Gábor           |
| Joe Mantegna     | Ian, „A Cápa”                            | Kassai Károly          | Csankó Zoltán         |
| Michael McKean   | Milo                                     | Melis Gábor            | Sörös Sándor          |
| Chris Farley     | Wilson rendőr                            | Kardos Gábor           | Pálfai Péter          |
| Ernie Hudson     | O'Malley őrmester                        | Hankó Attila           | Jakab Csaba           |
| Judd Nelson      | Jimmie Wing                              | Imre István            | Lippai László         |
| Amy Locane       | Kayla                                    | Kiss Erika             | Major Melinda         |
| Nina Siemaszko   | Suzzi                                    | Biró Anikó             | Ullmann Mónika        |
| Marshall Bell    | Carl Mace                                | Kárpáti Tibor          | Balázsi Gyula         |
| Reg E. Cathey    | Marcus                                   | Sinkovits-Vitay András | Viczián Ottó          |
| David Arquette   | Carter                                   | Tarján Péter           | Kolovratnik Krisztián |
| Michael Richards | Doug Beech                               | Wohlmuth István        | Koroknay Géza         |
| Michelle Hurst   | Yvonne                                   |                        |                       |
| Harold Ramis     | Chris Moore                              |                        | Holl Nándor           |
| Allen Covert     | rendőr                                   |                        |                       |
| Rob Zombie       | önmaga                                   |                        |                       |
| Kurt Loder       | önmaga                                   |                        |                       |
| Lemmy Kilmister  | iskolai magazin szerkesztője             |                        |                       |
| Mike Judge       | Beavis és Butt-Head hangja (cameoszerep) |                        |                       |